# 阿莱松
阿莱松，是西班牙拉里奥哈自治区的一个市镇。总面积7平方公里，总人口137人（2001年），人口密度20人/平方公里。